# Gutach im Breisgau
Gutach im Breisgau är en kommun och ort i Landkreis Emmendingen i regionen Südlicher Oberrhein i Regierungsbezirk Freiburg i förbundslandet Baden-Württemberg i Tyskland.
Kommunen ingår i kommunalförbundet Waldkirch tillsammans med staden Waldkirch och kommunen Simonswald.